# Día de la Unidad Popular
Día de la Unidad Popular (en ruso: День народного единства) es una fiesta nacional en Rusia. Se celebra el 4 de noviembre y conmemora el levantamiento popular que expulsó a las fuerzas de ocupación de la Mancomunidad de Polonia-Lituania en noviembre de 1612, lo que puso el fin a la época de revueltas del Período Tumultuoso y a la intervención de Rusia en la guerra con Polonia. Alude a la idea de la unidad de la sociedad rusa que pudo proteger al Estado, incluso en la ausencia de un zar que pueda guiarla.
Entre 1613 y 1917, se celebraba el Día de la liberación de Moscú de los invasores polacos. La idea de revivir aquella celebración como el Día de la Unidad Popular fue propuesta por el Consejo Interreligioso de Rusia en 2004, y luego pasó a ser iniciativa de la Duma Estatal.
Con el nuevo nombre la fiesta empezó a celebrarse desde 2005.
Por ser una fiesta totalmente nueva para la sociedad actual rusa, en los primeros años fue en gran parte desconocida.